# William C. Woxlin
Peder William Christopher Woxlin (känd som William C. Woxlin, ursprungligen Johansson) född 21 januari 1988 i Borlänge i Kopparbergs län, är en svensk författare.
Woxlin är aktiv i amatörteatergruppen Melpomalia som regissör och dramatiker. 
Woxlin var tidigare aktiv i amatörteatergruppen Teaterslaget och har regisserat pjäser av bland annat Samuel Beckett och Sławomir Mrożek samt de egna verken Möte i parken, 69 Det stora svenska rymdprojektet och Månen närmar sig. Han har även regisserat och skådespelat i ett antal lokalrevyer i Ludvika skrivna av Anders Nohrstedt.
Woxlin har även publicerat poesi i haikusamlingen Mannen som fanns överallt och noveller i Det Kolossala Svampmolnet, utgivna på det egna hobbyförlaget Thot.
2016 valdes han till ordförande av Dalarnas Författarförbund, en ideell förening för alla som tycker om att skriva.

## Utmärkelser
2018 tilldelades han Borlänge Kommuns Kulturstipendium.